# Gionna Cabrera
Gionna Jimenez Cabrera (28 agosto 1982) è una modella filippina, eletta Binibining Pilipinas-Universe 2005.
Ha iniziato a lavorare come modella all'età di sedici anni, quando Pascal Banet, uno stilista francese notò la Cabrera.
All'età di ventidue anni vince il concorso di bellezza nazionale Binibining Pilipinas Universe, ricevendo nella stessa serata altri tre riconoscimenti Best in Swimsuit, Best in Long Gown e Miss Photogenic.
Cabrera rappresenta quindi le Filippine a Miss Universo 2005 che si tiene a Bangkok, in Thailandia il 31 maggio 2005, dove viene selezionata tramite un sondaggio su internet come Miss Photogenic.